# Troupe de protection du Kamerun
La troupe de protection du Kamerun (en allemand : Schutztruppe für Kamerun) est la formation militaire que l'Empire allemand entretenait dans sa colonie du Kamerun. Elle a existé de 1895 à 1916.  

## Fondation
La troupe de protection impériale pour le Kamerun a été créée en 1895 à partir de la troupe de police du Kamerun dirigée par le lieutenant bavarois et explorateur africain Max von Stetten. Celle-ci avait été mise sur pied en août 1891 et fut formellement constituée le 16 octobre 1891 sous le nom de Polizeitruppe Kamerun. Après le soulèvement du Royaume du Dahomey en décembre 1893, provoqué par un traitement injuste des soldats de la police d'origine ouest-africaine, l'ancienne force de police fut dissoute et transformée en force de protection pour le Kamerun, sur le modèle de la Schutztruppe für Deutsch-Ostafrika. La création formelle des troupes de protection pour le Sud-Ouest africain allemand et le Cameroun a été effectuée par la loi impériale du 9 juin 1895. La réglementation récapitulative des conditions juridiques des troupes de protection du csl. Les troupes de protection dans les territoires africains protégés ont été régies par la loi impériale des 7 et 18 juillet 1896 (RGBl. p. 653) (loi sur les troupes de protection). L'entretien de ces troupes incombait au territoire protégé concerné (loi impériale sur les recettes et les dépenses des territoires protégés du 30 mars 1892, RGBl. p. 369).

## Structure
La troupe de protection allemande au Kamerun, qui n'avait pas encore été entièrement conquis vers 1900, était composée de 15 officiers et 23 sous-officiers allemands, qui commandaient deux compagnies d'askari de 318 hommes. À cela s'ajoutaient 150 policiers indigènes. Lors de l'avancée dans les savanes centrales et dans le sud de l'Adamaoua en 1908, plusieurs recrues volontaires issues des tribus Bali Nyonga et Bamoun vinrent s'y ajouter. Les Ewondo ont fourni des tireurs sous leurs propres commandants, appelés nkukuma. En 1914, leur nombre était passé à 1550 askaris avec 185 officiers allemands. La force de police paramilitaire (fondée en 1891) comptait 1 200 hommes sous 30 officiers.
Une grande partie des troupes indigènes était recrutée en dehors du Cameroun (Liberia, Togo, Royaume du Dahomey), mais les tribus Ngemba, Ndu et quelques autres en particulier soutenaient le recrutement par les Allemands, qu'ils jugeaient moins contraignant que la domination des Fulbe par exemple. Au cours de la Première Guerre mondiale, la force coloniale a été portée à près de 10,000 hommes.

## Première Guerre mondiale et dissolution
Après le déclenchement de la Première Guerre mondiale, les combats ont commencé le 24 août 1914 avec le bombardement de la côte camerounaise par la canonnière Surprise. Le croiseur blindé français Bruix a également bombardé les localités côtières de Kampo et Kribi. La Schutztruppe ne disposait que de petits bateaux côtiers, comme le bateau à moteur Prinz Udo. Par conséquent, aucune défense n'était possible en mer. La capitale Douala a pu être prise par les troupes britanniques encore en 1914. Sous la direction de son commandant Carl Heinrich Zimmermann, la Schutztruppe, inférieure en nombre et en matériel (surtout en raison du manque de munitions), a pu tenir tête aux troupes coloniales britanniques, belges et françaises dans le centre montagneux du Cameroun pendant encore deux ans. Le gros de la troupe, composée d'environ 550 soldats allemands et de quelque 5 000 soldats africains ainsi que de réfugiés civils, franchit début février 1916 la frontière avec le territoire espagnol voisin du Rio Muni et fut interné à Fernando Póo ou en Espagne. Le 20 février 1916, la dernière garnison de Mora (nord du Cameroun), dirigée par le capitaine Ernst von Raben, se rendit aux mains de l'armée coloniale britannique après la promesse d'un départ libre.
Les membres de la Schutztruppe internés à Fernando Póo y représentèrent jusqu'en 1918 un pourcentage considérable de la population totale. Ils pouvaient construire leurs abris, faire des plantations pour leur approvisionnement en nourriture et exploiter des ateliers pour d'autres biens de consommation tout en bénéficiant d'une grande liberté de mouvement.
En octobre 1919, l'Allemagne a officiellement décrété la dissolution de toutes les Schutztruppen.

## Commandants de la troupe de protection du Kamerun
- Capitaine Max von Stetten (8 juillet 1894 - 6 août 1896)
- Major Oltwig von Kamptz (18 octobre 1897 - 17 avril 1901)
- Colonel Curt von Pavel (18 mai 1901 - 31 janvier 1903)
- Général de division Wilhelm Mueller (de) (6 avril 1903 - 18 février 1908)
- Lieutenant-colonel Harry Puder (18 février 1908 - 13 septembre 1913)
- Major Carl Heinrich Zimmermann (13 avril 1914 - février 1916)